# Куприн, Владимир Фёдорович
Владимир Фёдорович Куприн (род. 12 октября 1940) — советский футболист, нападающий.
Воспитанник московского футбола. Начал играть в классе «Б» за «Трудовые резервы» Ленинград в 1959 году, с 1960 года — в «Динамо» Ленинград. В 1962—1963 годах сыграл в первой группе класса «А» 16 матчей, забил один гол, в 1964 году играл за дубль. Завершил карьеру в командах класса «Б» «Динамо» Вологда (1966—1968) и «Металлург» Череповец (1968).